# Little Sioux
Little Sioux és una població dels Estats Units a l'estat d'Iowa. Segons el cens del 2000 tenia 217 habitants.

## Demografia
Segons el cens del 2000, Little Sioux tenia 217 habitants, 96 habitatges, i 62 famílies. La densitat de població era de 239,4 habitants/km².
Dels 96 habitatges en un 22,9% hi vivien nens de menys de 18 anys, en un 51% hi vivien parelles casades, en un 10,4% dones solteres, i en un 34,4% no eren unitats familiars. En el 29,2% dels habitatges hi vivien persones soles el 16,7% de les quals corresponia a persones de 65 anys o més que vivien soles. El nombre mitjà de persones vivint en cada habitatge era de 2,26 i el nombre mitjà de persones que vivien en cada família era de 2,78.
Per edats la població es repartia de la següent manera: un 20,7% tenia menys de 18 anys, un 9,2% entre 18 i 24, un 24,9% entre 25 i 44, un 26,3% de 45 a 60 i un 18,9% 65 anys o més.
L'edat mediana era de 42 anys. Per cada 100 dones de 18 o més anys hi havia 89 homes.
La renda mediana per habitatge era de 28.583 $ i la renda mediana per família de 29.750 $. Els homes tenien una renda mediana de 27.321 $ mentre que les dones 16.250 $. La renda per capita de la població era de 20.410 $. Entorn del 13,4% de les famílies i el 17,8% de la població estaven per davall del llindar de pobresa.

## Poblacions més properes
El següent diagrama mostra les poblacions més properes.